# Синхронне плавання на літніх Олімпійських іграх 2012
Змагання з синхронного плавання на літніх Олімпійських іграх 2012 відбулися з 5 по 10 серпня 2012 року в Лондонському Акватик-центрі. До програми змагань входили дві дисципліни: змагання жіночих дуетів та змагання жіночих команд. В обох дисциплінах збірна Росії вже вчетверте поспіль виграла обидві золоті нагороди.
Анастасія Давидова, вигравши золото у груповій першості у складі збірної Росії, стала першою спортсменкою в історії синхроністки, що завоювала 5 золотих олімпійських нагород.

## Країни, що кваліфікувались
| Країна          | Група | Дует | Спортсмени |
| --------------- | ----- | ---- | ---------- |
| Аргентина       |       | X    | 2          |
| Австралія       | X     | X    | 8          |
| Австрія         |       | X    | 2          |
| Бразилія        |       | X    | 2          |
| Канада          | X     | X    | 8          |
| Чехія           |       | X    | 2          |
| КНР             | X     | X    | 8          |
| Франція         |       | X    | 2          |
| Велика Британія | X     | X    | 8          |
| Греція          |       | X    | 2          |
| Єгипет          | X     | X    | 8          |
| Угорщина        |       | X    | 2          |
| Ізраїль         |       | X    | 2          |
| Італія          |       | X    | 2          |
| Японія          | X     | X    | 8          |
| Казахстан       |       | X    | 2          |
| Мексика         |       | X    | 2          |
| Північна Корея  |       | X    | 2          |
| Росія           | X     | X    | 8          |
| Південна Корея  |       | X    | 2          |
| Іспанія         | X     | X    | 8          |
| Швейцарія       |       | X    | 2          |
| Україна         |       | X    | 2          |
| США             |       | X    | 2          |
| Всього: 24 НОК  | 8     | 24   |            |

## Медалі

### Загальний залік
| Загальна кількість медалей | Загальна кількість медалей | Загальна кількість медалей | Загальна кількість медалей | Загальна кількість медалей | Олімпійські кільця |
| Місце                      | Країна                     | Золото                     | Срібло                     | Бронза                     | Всього             |
| 1                          | Росія                      | 2                          | 0                          | 0                          | 2                  |
| 2                          | Китай                      | 0                          | 1                          | 1                          | 2                  |
| 2                          | Іспанія                    | 0                          | 1                          | 1                          | 2                  |

## Медалісти
| Дисципліна | Золото | Срібло | Бронза |
| ---------- | --- | --- | --- |
| Дуети      | Росія (RUS) Наталія Іщенко Світлана Ромашина | Іспанія (ESP) Она Карбонелл Андреа Фуентес                                                                | Китай (CHN) Хуан Сюечень Лю Оу |
| Команди    | Росія (RUS) Анастасія Давидова Марія Громова Наталія Іщенко Ельвіра Хасянова Дарія Коробова Олександра Пацкевич Світлана Ромашина Алла Шишкіна Анжеліка Тіманіна | Китай (CHN) Чан Сі Чень Сяоцзюнь Хуан Сюечень Цзян Тінтін Цзян Веньвень Лю Оу Луо Сі Сунь Веньянь У Івень | Іспанія (ESP) Клара Басьяна Альба Кабелло Она Карбонелл Маргаліда Креспі Андреа Фуентес Таїс Енрікес Паула Кламбург Ірен Монтруккіо Лая Понс |

## Спортивні об'єкти
| Центр водних видів спорту |
| ------------------------- |
|                           |
| Місткість: 17 500         |

## Виноски
1. ↑  Synchronised Swimming. London 2012 website. Архів оригіналу за 10 вересня 2012. Процитовано 5 червня 2011. [Архівовано 2012-09-10 у Archive.is]